# 이장송
이장송(李張松, 1954년 7월 5일 ~ )은 대한민국의 언어학자이다.
1974년에 육군사관학교 제34기생으로 입교하였으며, 1978년도에 육군소위로 임관하였다.
1983년도에 고려대학교에서 석사학위를 취득하였으며, 1994년도에 담화표상이론에서의 배분성과 양화문제(Distributivity and Quantification in Discourse Representation Theory)라는 논문으로 일리노이 대학교 어바나-샴페인에서 박사학위를 취득하였다.
현재는 육군사관학교에서 교수로 재직 중이다.